# هنری ال. مایرز
هنری ال. مایرز (به انگلیسی: Henry L. Myers) سناتور سابق عضو حزب دموکرات ایالات متحده آمریکا بود. وی در سال ۱۹۱۱ تا ۱۹۲۳ میلادی سناتور ایالت مونتانا در سنای ایالات متحده آمریکا بود.